# Canterbury Hill
Der Canterbury Hill ist ein 124 m hoher und kegelförmiger Berg an der Ingrid-Christensen-Küste des ostantarktischen Prinzessin-Elisabeth-Lands. Er ragt rund 1,85 km südwestlich der Law-Racoviță-Station in den Larsemann Hills auf.
Das Antarctic Names Committee of Australia benannte ihn 1988 nach Graham Canterbury, Zimmerer auf der Davis-Station im Jahr 1986, der an der Errichtung der Law-Racoviță-Station beteiligt war.